# چنگیز خان: تا انتهای زمین و دریا
چنگیز خان: تا انتهای زمین و دریا (انگلیسی: Genghis Khan: To the Ends of the Earth and Sea) فیلمی در ژانر زندگینامه‌ای به کارگردانی شینی‌چیرو ساوای است که در سال ۲۰۰۷ منتشر شد. از بازیگران آن می‌توان به ری کیکوکاوا، واکامورا مایومی، کنیچی ماتسویاما، گو آرا و ماتسوکاتا هیروکی اشاره کرد.

## داستان
تموجین (تاکاشی سوریماچی) از رئیس قبیله ای مغولی متولد می شود و به عنوان فردی که خون "گرگ آبی" را حمل می کند بزرگ می شود و با بارته (ری کیکوکاوا) ازدواج می کند...